# Villa Doria Centurione
La villa Doria Centurione est une résidence noble historique de Gênes. Elle est située à Pegli, un quartier résidentiel de l'ouest de la ville. Le bâtiment, exemple typique de l'architecture maniériste, aujourd'hui propriété de la municipalité de Gênes, est le siège du musée naval de Pegli,.

## Histoire
La villa a été construite à partir de 1540 pour le riche banquier Adamo Centurione, ami et conseiller d'Andrea Doria. Le nom de l'architecte qui a conçu la villa reste inconnu, enrichi plus tard par les travaux que Centurione a fait réaliser dans le parc par le célèbre architecte Galeazzo Alessi : un lac artificiel avec un îlot au centre, une « île aux fées » à atteindre en bateau,.
À la mort de Centurione, en 1568, une longue question d'héritage se pose, qui implique sa fille Ginetta et les héritiers du fils aîné Marco, décédé avant son père. La dispute traîna pendant près de deux décennies, jusqu'à ce que le neveu Giovanni Andrea Doria, fils de Ginetta Centurione et Giannettino Doria, cousin du « Prince » et son héritier désigné, prenne possession de la villa,.
Giovanni Andrea Doria entre 1590 et 1592 fit rénover et agrandir le bâtiment, confiant le projet à Andrea Ceresola. Giovanni Andrea Doria a également fait aménager le jardin, qui a ensuite atteint la mer, créant une longue pergola qui reliait la villa au palais Doria, toujours présent, quoique très remanié, sur le front de mer de Pegli ,,. Les interventions réalisées par les descendants des Doria au cours des siècles suivants se sont limitées à quelques modifications marginales. Au XIXe siècle, de nouvelles salles ont été construites au rez-de-chaussée, décorées de fresques avec des scènes du Risorgimento, et la façade sud a été refaite, qui est devenue la principale, parallèlement à l'expansion urbaine de Pegli. Une fois perdu le jardin qui atteignait la mer, le vaste parc en amont avec le lac navigable est resté.
En 1908, la villa fut vendue par la famille Doria Pamphilj à une société immobilière et après quelques changements de propriétaire en 1926, elle passa à la municipalité de Gênes. Utilisé pendant quelques années comme siège municipal détaché de la « délégation » de Pegli, dès qu'il fit partie de la Grande Gênes, il devint en 1930 le siège du musée civique naval et la branche du lycée classique Giuseppe-Mazzini,.
Un glissement de terrain lors de l'inondation de 1993 a endommagé une zone du parc qui, entre la fin du XXe siècle et le début des années 2000, s'est retrouvée dégradée ; les travaux de restauration ont d'abord concerné le bâtiment puis entre 2011 et 2015 le parc, avec la restauration de l'étang qui avait été rempli de terre dans les années 1970. Avec ces travaux, le lac a été vidé de la terre, rétablissant sa profondeur d'origine de 7 mètres et les chemins le longeant,, mais ils n'ont pas inclus la reconstruction du pont en bois ou la restauration des  jeux d'eau sur l'îlot.

## Description

### Extérieurs

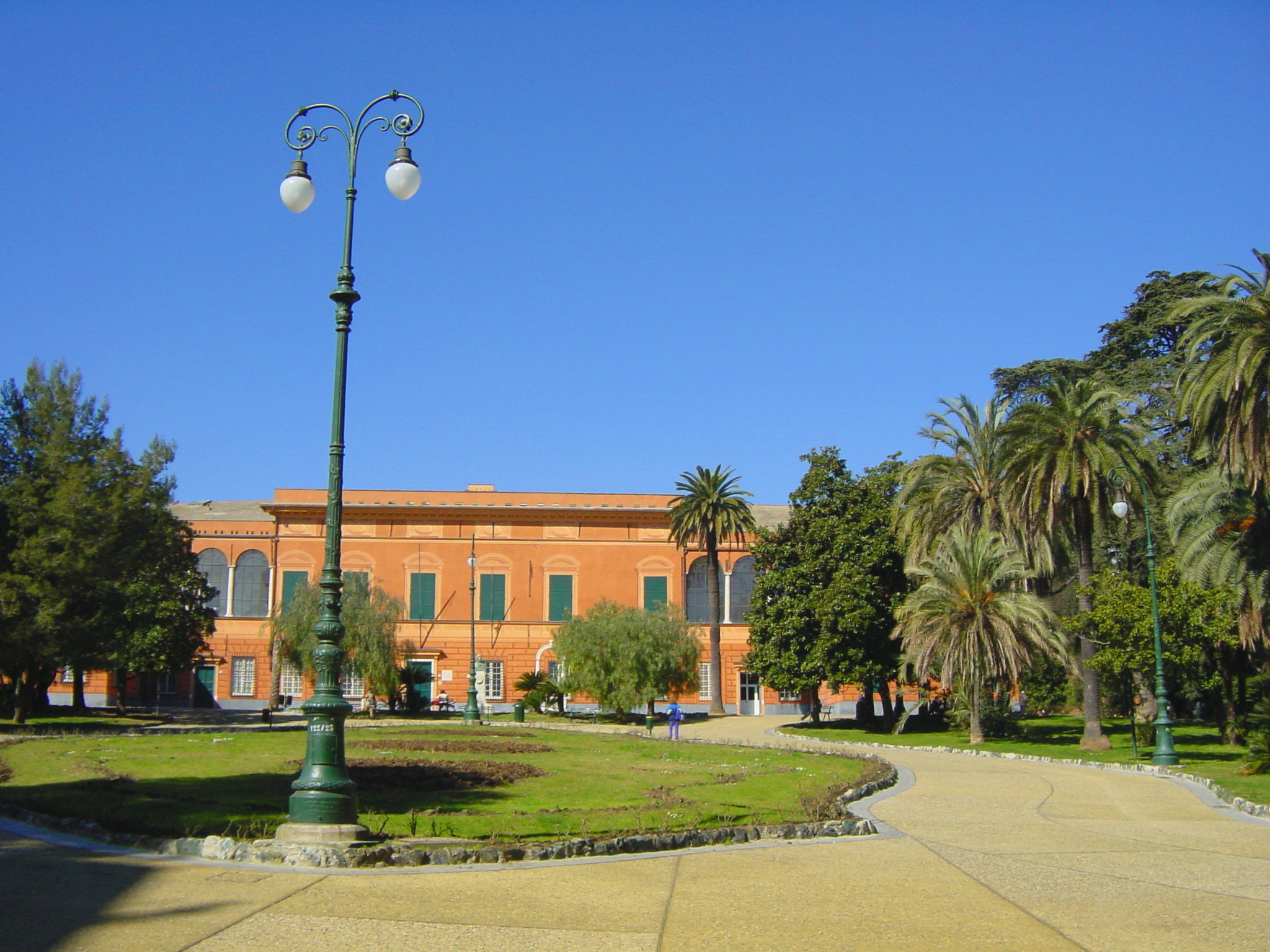
La façade principale vue de la Piazza Bonavino.

Les décorations intérieures ont été réalisées en deux phases : la première maniériste, réalisée vers 1550 par Nicolosio Granello, dit Figonetto et Ottavio Semino, s'inspire des fresques de la villa del Principe, résidence principale de la famille Doria, tandis que la seconde, baroque, est l'œuvre de Tavarone, également responsable des décorations sur les murs des pièces adjacentes,.
Les fresques du rez-de-chaussée de Nicolosio Granello et Ottavio Semino représentent des scènes de batailles, des personnages mythologiques, des décorations avec des festons végétaux. Les sujets sont inspirés des thèmes d'amour et d'aventure typiques de la littérature classique, dont Jupiter lançant l'éclair, Histoires d'Angélique et Marcus Curtius au rez-de-chaussée ; Persée libérant Andromède, Le Départ des Argonautes et le portrait de profil d'Andrea Doria à l'étage noble,.
La fresque de la salle, de Tavarone, représente la rencontre de deux groupes de conquistadors portant des armures élégantes, immergés dans la nature sauvage avec un navire au loin dans une baie et une plage.

#### La tour
Derrière le bâtiment se dresse une tour de guet construite en 1591, reliée par un passage surélevé avec l'étage noble.
La tour, haute de 27 mètres, a un plan carré. Depuis 2005, c'est le siège de la CSU Sostenibile Archeospeleologia, École nationale d'archéospéléologie parrainée par le MIBACT, spécialisée dans la recherche, l'étude et de valorisation des souterrains. Dans les salles de la tour, qui peuvent être visitées sur demande, une série d'armures d'époque sont exposées.

### Parc

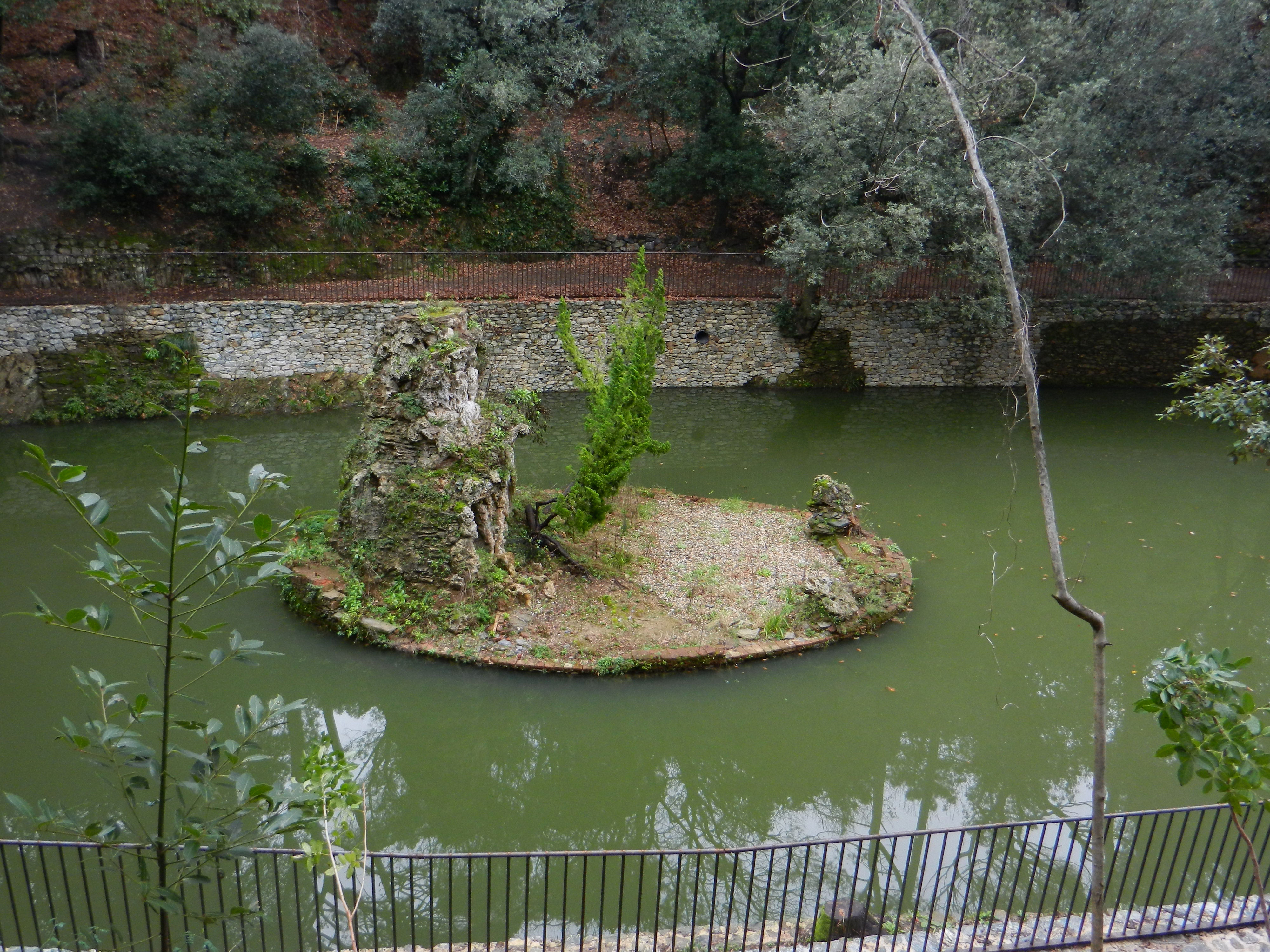
Le petit lac avec l'îlot créé par Galeazzo Alessi au centre

La villa est entourée d'un grand parc de 115 000 m2, aujourd'hui public, construit en 1548, qui s'étend avec sa végétation de chênes verts, de chênes, de conifères et de plantes exotiques, et qui atteignait à l'origine la mer.
Dans la partie la plus en amont du parc se trouve le lac artificiel conçu par Alessi, alimenté par le Rio Archetti, avec un îlot elliptique au centre avec des jeux d'eau et des statues de nymphes et de faunes. Quelques années après sa construction, le lac et l'îlot ont été mentionnés par Vasari parmi les œuvres créées à Gênes par le « fameux et très célèbre architecte, Galeazzo Alessi », « créateur d'eaux et de fontaines, réalisées de différentes manières belles et fantaisistes » ,.
La solution adoptée par Alessi interrompt le schéma géométrique traditionnel du jardin de la Renaissance, que l'on retrouve plutôt dans la partie inférieure, tandis que le lac et l'île avec leur aspect sauvage signifient représenter l'union de l'homme avec la nature, également soulignée par les deux statues de faunes qui ornaient l'île, aujourd'hui conservées au musée de Sant'Agostino,.

### Musée naval
La villa abrite le musée naval, inauguré en 1930, qui présente des collections de peintures marines, de maquettes de navires, de cartes marines et d'objets en usage dans les secteurs maritime et portuaire, qui illustrent l'histoire de la marine ligure du Moyen Âge à nos jours. Les objets exposés proviennent de la collection de la municipalité de Gênes et de collections privées, en particulier celle donnée à la municipalité par Fabio Garelli qui a formé le premier noyau du musée. Fermée quelques années à la fin du XXe siècle, elle a été rouverte avec un nouvel aménagement le 3 décembre 2004. Depuis 2005, le musée fait partie du Museo del Mare,,.